# Jewgienij Miller

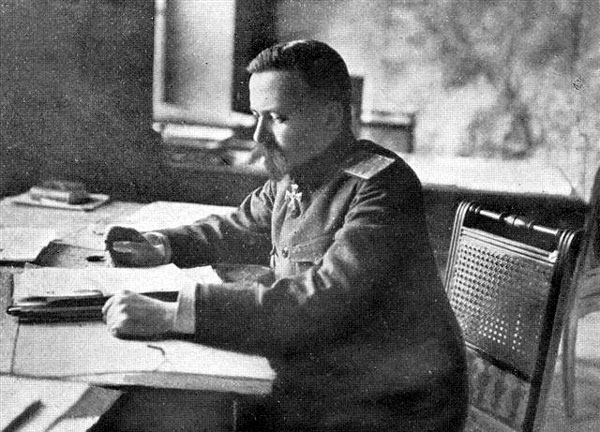
Jewgienij Miller w Kraju Północnym (1920)

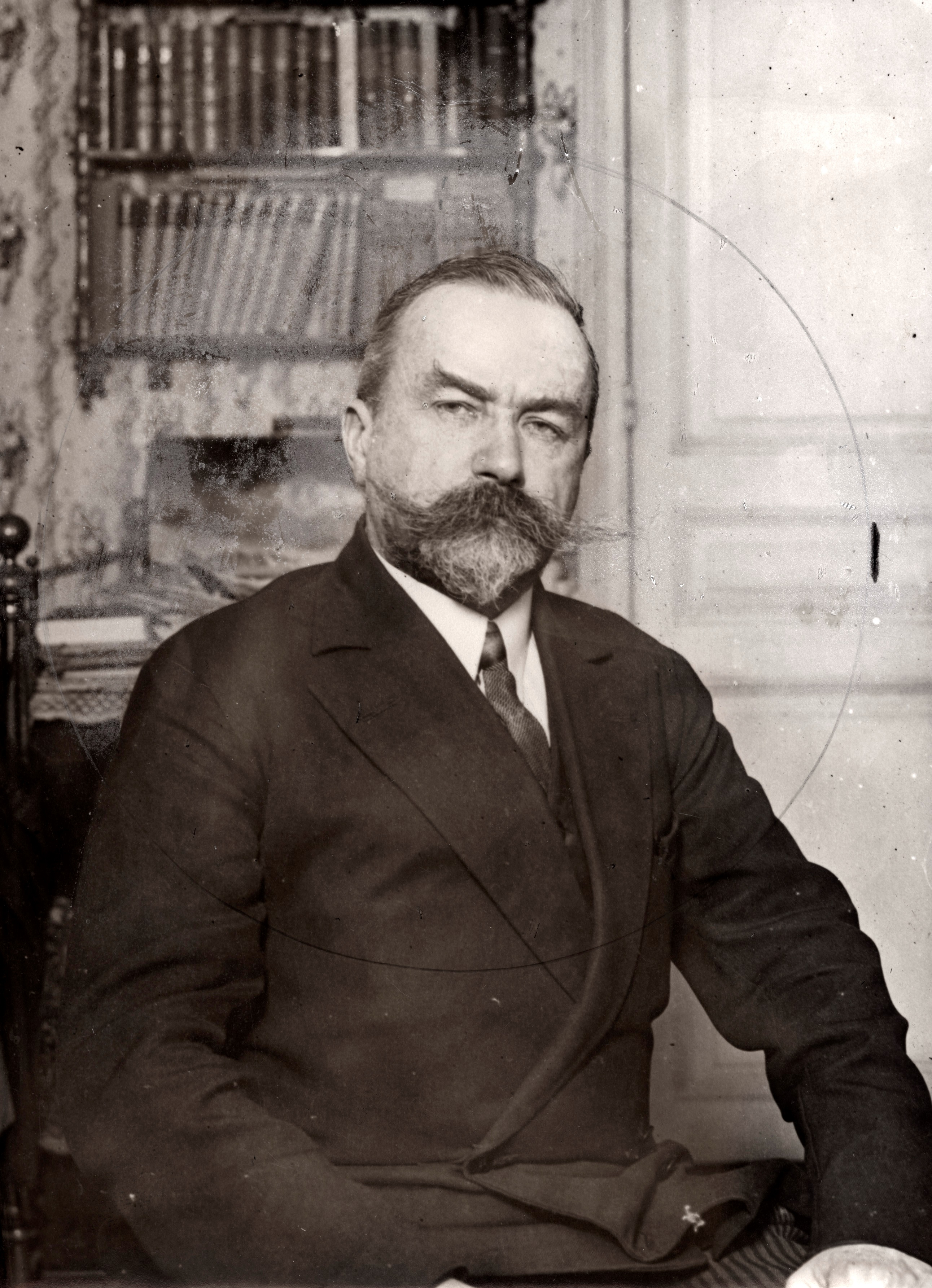
Jewgienij Miller na emigracji. Lata 30. XX wieku

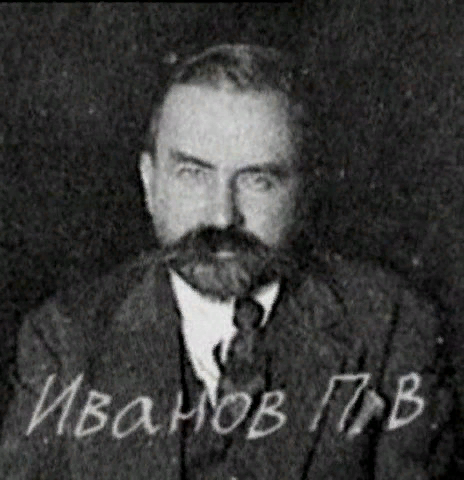
Jewgienij Miller w wewnętrznym areszcie NKWD na Łubiance jako tajny więzień Piotr Wasiliewicz Iwanow

Jewgienij Ludwik Karłowicz Miller, ros. Евгений-Людвиг Карлович Миллер (ur. 25 września?/7 października 1857 w Dyneburgu, zm. 11 maja 1939 w Moskwie) – generał porucznik armii rosyjskiej, dyplomata, jeden z przywódców Białych w czasie wojny domowej w Rosji, przywódca wojskowej antykomunistycznej emigracji rosyjskiej na Zachodzie.

## Lata 1867–1917
Urodził się w mieszanej rodzinie niemiecko-rosyjskiej; ojciec pochodził z tzw. Niemców bałtyckich, należących do elity rządzącej Cesarstwa Rosyjskiego. W 1885 roku jako ochotnik wstąpił do armii rosyjskiej. Uczył się w Mikołajewskim Korpusie Kadetów i w Mikołajewskiej Szkole Oficerskiej Kawalerii. Oficer od 1886. dowodził rok szwadronem, 4 miesiące dywizjonem. Od lutego 1893 roku szef oddziału liniowego sztabu Twierdzy Kars. Od marca 1893 w rezerwie. Od 1896 ponownie w wojsku, w dyspozycji Sztabu Głównego, od grudnia 1897 na etacie Sztabu generalnego w Sztabie Głównym. Ukończył Nikołajewską Akademię Sztabu Generalnego. W latach 1898–1907 był rosyjskim attaché wojskowym m.in. w Hadze i Brukseli, później od 1901 roku w Rzymie. Od grudnia 1907 roku dowódca 7 Białoruskiego Pułku Huzarów, od sierpnia 1909 roku starszy kwatermistrz Zarządu Głównego Sztabu Generalnego. W grudniu 1909 generał major. Od maja 1909 roku komendant Mikołajewskiej Szkoły Oficerskiej Kawalerii. Od 6 października 1912 był szefem sztabu Moskiewskiego Okręgu Wojskowego. Od 19 lipca 1914 roku (początku mobilizacji przed I wojną światową) szef sztabu mobilizowanej 5 Armii. 31 grudnia 1914 mianowany generałem porucznikiem. Od początku stycznia 1915 roku szef sztabu 12 Armii, a od 18 stycznia ponownie szef sztabu 5 Armii. Od września 1916 roku dowódca 26 korpusu Armijnego w składzie Armii Specjalnej.

## Wojna domowa
7 kwietnia 1917 roku aresztowany przez własnych żołnierzy za wydanie rozkazu zakazującego noszenia przez oficerów czerwonych kokardek. Od 6 sierpnia 1917 w dyspozycji Sztabu Generalnego jako przedstawiciel Stawki przy Kwaterze Głównej Królestwa Włoch.
Po przewrocie bolszewickim w Piotrogrodzie skazany zaocznie na karę śmierci, mieszkał w ambasadzie włoskiej w Piotrogrodzie. W listopadzie 1918 roku razem z korpusem dyplomatycznym wyjechał na północ. 13 stycznia 1919 roku przybył do Archangielska, gdzie został wyznaczony na gubernatora Okręgu Północnego, a w maju 1919 został wyznaczony przez gen. Kołczaka na dowódcę formującej się tam Armii Północnej „Białych”. We wrześniu główny komendant kraju, faktycznie dyktator. Miller jako jedyny z „białych” generałów nie uznał zwierzchnictwa admirała Aleksandra Kołczaka, który obwołał się Wielkorządcą Wszechrosji. Armia Millera nie była duża, jednak była uzbrojona w najnowocześniejszy sprzęt wojskowy (przekazany przez aliantów zachodnich Rosji przed przewrotem bolszewickim, transportowany przez niezamarzający port w Murmańsku i niewywieziony z magazynów portowych po obaleniu Rządu Tymczasowego i wycofaniu Rosji z wojny), ale miała słabe morale i w większości była nienależycie wyszkolona. Miała natomiast wsparcie w wojskach Ententy, które w marcu 1918 (po zawarciu przez bolszewików separatystycznego traktatu pokojowego z Niemcami i Austro-Węgrami i wycofaniu w ten sposób Rosji z wojny) zajęły porty w Murmańsku i Archangielsku, by chronić bardzo duże zapasy uzbrojenia, amunicji i sprzętu wojskowego przekazane do końca 1917 Rosji przed możliwym przekazaniem ich z kolei przez bolszewików Niemcom (zgodnie z postanowieniami brzeskiego traktatu pokojowego). Przez Murmańsk i Archangielsk przez cały 1918 rok przedostawali się do Francji żołnierze polscy, którzy następnie tworzyli tzw. Armię Hallera, w tym generał Józef Haller.
W październiku 1919 alianci wycofali swoje wojska z północnej Rosji, niszcząc (wysadzając i zatapiając) pozostały sprzęt wojskowy. Brytyjczycy żądali aby razem z nimi wycofały się wojska „białych”. Gen. Miller i jego szef sztabu gen. M. F. Kwieciński oświadczyli, że będą bronić północnego Kraju „do ostatniej kropli krwi”. Miller w tym czasie zajmował stanowiska ministra obrony, ministra spraw zagranicznych i zastępcy premiera Rządu Tymczasowego Północnego Kraju. Armia Czerwona nie mogła jeszcze podjąć ofensywy na froncie północnym, ponieważ w tym czasie bolszewicy wytężyli wszystkie siły do walki z „białymi” armiami Denikina i Judenicza, atakującymi odpowiednio Moskwę i Piotrogród. Tak więc dopiero 6 lutego 1920 roku Armia Czerwona rozpoczęła ofensywę przeciwko wojskom Millera, które w tym czasie liczyły niespełna 33000 bagnetów i 4000 szabel, wspartymi 100 działami, 15 czołgami, 27 samochodami pancernymi, 11 pociągami pancernymi i 42 samolotami, a także flotą. Jednak z powodu olbrzymiej przewagi liczebnej bolszewików „biali” zostali pokonani w przeciągu 5 tygodni. Flota francuska ewakuowała resztki oddziałów antybolszewickich za granicę. Zarówno w Archangielsku, jak i Murmańsku po zdobyciu miast przez Armię Czerwoną Czeka dokonała masowych egzekucji wrogów ludu.

## Emigracja
19 lutego 1920 roku pokonani przez bolszewików generał Miller i Kwieciński ze sztabem, odpłynęli na lodołamaczu „Minin” udając się na emigrację do Norwegii, a następnie do Francji. Od maja 1920 główny pełnomocnik ds. wojennych i morskich naczelnego Dowódcy Armii Rosyjskiej gen. Piotra Wrangla w Paryżu. Od kwietnia 1922 roku szef sztabu u gen. Wrangla. Od czerwca 1923 w dyspozycji wielkiego księcia Mikołaja Mikołajewicza (od listopada 1923 kierował jego finansami). Od 1925 roku zastępca Mikołaja Mikołajewicza w Rosyjskim Związku Ogólnowojskowym (ROWS). W latach 1930–1937 był (po śmierci gen. Wrangla w 1928 roku i porwaniu i zamordowaniu przez OGPU generała Aleksandra Kutiepowa w 1930) szefem organizacji emigracyjnej skupiającej oficerów armii rosyjskiej – Rosyjskiego Związku Ogólnowojskowego (ROWS). 22 września 1937 roku Miller został porwany w Paryżu przez INO NKWD przy pomocy agenta NKWD Nikołaja Skoblina – generała Białej Armii przebywającego na emigracji, odurzony narkotykami, sprowadzony na pokład sowieckiego statku handlowego MS Maria Ulianowa w porcie Hawr i wywieziony do ZSRR. Po długotrwałym śledztwie na Łubiance, w czasie którego nie udzielił żadnych informacji o działalności ROWS został przez Kolegium Wojskowe Sądu Najwyższego ZSRR skazany na karę śmierci i stracony 11 maja 1939 roku w moskiewskim więzieniu NKWD (lub w Penzie).

## Odznaczenia
- Order Świętego Włodzimierza III klasy
- Order św. Stanisława II klasy
- Order Świętej Anny III klasy
- Order Świętego Stanisława III klasy
- Order Świętej Anny IV klasy
- Odznaka 7 Pułku Huzarów Białoruskich